# 흑수단

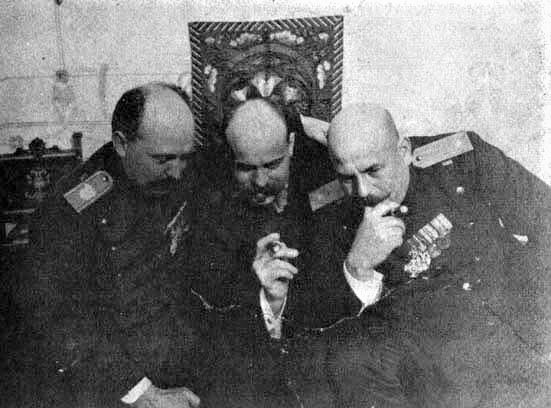
흑수단 간부들. 가장 오른쪽이 주동자 드라구틴 "아피스" 디미트리예비치.

단결 혹은 죽음(세르비아어: Уједињење или смрт 우예디네네 일리 스므르트), 보다 흔히 알려진 별명으로 흑수단(黑手團, Црна рука 츠르나 루카)은 1911년 5월 9일 세르비아 왕국 육군 장교들이 결성한 비밀 결사 조직이다. 1903년 5월 쿠데타, 오스트리아 황태자 암살사건 등을 일으킨 주범이다.
흑수단은 남슬라브족의 거주 지역을 모두 세르비아 왕국 또는 몬테네그로 왕국의 영토로 통일시키는 것을 목적으로 하였다. 이들의 발상은 1859년-1870년 이탈리아의 통일과 1871년 독일의 통일을 참고로 했다.
흑수단은 1903년 5월에 세르비아의 알렉산다르 1세 국왕과 드라가 마신 왕비를 암살한 5월 쿠데타를 일으켰다. 흑수단이 사라예보에서 오스트리아-헝가리 제국 황태자를 암살한 사건(사라예보 사건)은 1914년 7월 위기라는 국제적 정치 외교 위기 사태를 불러와 최종적으로 오스트리아-헝가리 제국이 세르비아 왕국을 침공하게 함으로써 제1차 세계 대전을 일으키게 되었다.

## 같이 보기
- 비밀결사